# Zangboite
La zangboite è un minerale la cui descrizione è stata pubblicata nel 2009 in base ad una scoperta avvenuta nella contea di Qusum (Qūsōng Xiàn), Tibet, Cina. Il minerale è stato approvato dall'IMA  ed il nome è stato attribuito in riferimento al fiume Yarlong Zangbo (Yarlung Tsangpo) che scorre nei pressi dell'ofiolite  di Luobusa dove è stato scoperto il minerale.
La zangboite è un siliciuro di titanio e ferro che può presentare tracce di cromo, manganese, zirconio ed alluminio.

## Morfologia
La zangboite è stata scoperta sotto forma di grani e cristalli tabulari di 0,02-0,15mm e come inclusione in una fase di Fe-Si.

## Origine e giacitura
La zangboite è stata trovata nella cromitite podiforme nell'harzburgite dell'ofiolite di Luobusa. Si presume che la zangboite sia frutto di xenocristalli provenienti dal mantello terrestre trasportati da un pennacchio e catturati dalla fusione che ha originato la cromitite di Luobusa.